# Pseudostomella faroensis
Pseudostomella faroensis är en djurart som tillhör fylumet bukhårsdjur, och som beskrevs av Clausen 2004. Pseudostomella faroensis ingår i släktet Pseudostomella och familjen Thaumastodermatidae. Inga underarter finns listade i Catalogue of Life.